# Presidenza di Ronald Reagan
La presidenza di Ronald Reagan è la quarantesima presidenza degli Stati Uniti d'America, in carica a partire dal 20 gennaio 1981, giorno della cerimonia di insediamento presso il Campidoglio, sede del Congresso, con la quale Ronald Reagan divenne Presidente degli Stati Uniti d'America.

## La politica
La presidenza Reagan è nota come la "Reagan Revolution", in riconoscimento del riallineamento politico negli Stati Uniti a favore di una politica interna ed estera conservatrice. L'amministrazione Reagan ha sempre tenuto un diretto atteggiamento anti-comunista nei confronti dell'Unione Sovietica e di altri paesi e contribuì attivamente al crollo dell'URSS e alla fine della Guerra fredda.
Sul fronte interno, l'amministrazione ha favorito la riduzione dei programmi di governo. Ha introdotto diversi tagli fiscali. Dal 1979 era scoppiata la seconda crisi petrolifera e l'inflazione era arrivata a livelli molto alti. Per combattere l'inflazione e rilanciare l'economia, dal 1981 lanciò un programma di idee economiche, noto come "Reaganomics", che erano un esempio di economie supply-side. Dopo un iniziale crollo della produzione e dei posti di lavoro fino al 1982-1983, la crescita economica fu forte per il resto degli anni 1980.
Sul fronte della lotta al crimine, si fece promotore di due leggi in particolare, il Comprehensive Crime Control Act del 1984 e il Anti-Drug Abuse Act del 1986. Durante gli anni 1980 e 1990 la popolazione carceraria sarebbe quadruplicata.
La questione Irangate costò il posto a parecchi aiutanti di Reagan durante il suo secondo mandato. La sua amministrazione è stata criticata per aver sostenuto movimenti militari di destra che avrebbero commesso violazioni dei diritti umani.
Confermato per il secondo mandato alle elezioni presidenziali statunitensi del 1984, Reagan fu il primo presidente dai tempi di Dwight D. Eisenhower a servire per due mandati completi come presidente.

## Composizione del governo
| Dipartimento | Incarico                                      | Ritratto                                     | Nome                              | Mandato           | Mandato          |
| Dipartimento | Incarico                                      | Ritratto                                     | Nome                              | Inizio            | Termine          |
| ------------ | --------------------------------------------- | -------------------------------------------- | --------------------------------- | ----------------- | ---------------- |
|              | Presidente                                    |                                              | Ronald Reagan                     | 20 gennaio 1981   | 20 gennaio 1989  |
|              | Vice Presidente                               |                                              | George H. W. Bush                 | 20 gennaio 1981   | 20 gennaio 1989  |
|              | Segretario di Stato                           |                                              | Alexander Haig                    | 22 gennaio 1981   | 5 luglio 1982    |
|              | Segretario di Stato                           | Walter John Stoessel, Jr. (facente funzioni) | 5 luglio 1982                     | 16 luglio 1982    |                  |
|              | Segretario di Stato                           | George Shultz                                | 16 luglio 1982                    | 20 gennaio 1989   |                  |
|              | Segretario al tesoro                          |                                              | Donald Regan                      | 22 gennaio 1981   | 1 febbraio 1985  |
|              | Segretario al tesoro                          | James A. Baker                               | 4 febbraio 1985                   | 17 agosto 1988    |                  |
|              | Segretario al tesoro                          | M. Peter McPherson (facente funzioni)        | 17 agosto 1988                    | 15 settembre 1988 |                  |
|              | Segretario al tesoro                          | Nicholas F. Brady                            | 15 settembre 1988                 | 20 gennaio 1989   |                  |
|              | Segretario della Difesa                       |                                              | Caspar Weinberger                 | 22 gennaio 1981   | 23 novembre 1987 |
|              | Segretario della Difesa                       | Frank Carlucci                               | 23 novembre 1987                  | 20 gennaio 1989   |                  |
|              | Procuratore generale                          |                                              | William F. Smith                  | 23 gennaio 1981   | 25 febbraio 1985 |
|              | Procuratore generale                          | Edwin A. Meese III                           | 25 febbraio 1985                  | 12 agosto 1988    |                  |
|              | Procuratore generale                          | Richard L. Thornburgh                        | 12 agosto 1988                    | 20 gennaio 1989   |                  |
|              | Segretario degli Interni                      |                                              | James G. Watt                     | 23 gennaio 1981   | 8 novembre 1983  |
|              | Segretario degli Interni                      | J. J. Simonds III (facente funzioni)         | 8 novembre 1983                   | 18 novembre 1983  |                  |
|              | Segretario degli Interni                      | William P. Clark Jr.                         | 18 novembre 1983                  | 7 febbraio 1985   |                  |
|              | Segretario degli Interni                      | Donald P. Hodel                              | 8 febbraio 1985                   | 20 gennaio 1989   |                  |
|              | Segretario dell'Agricoltura                   |                                              | John Rusling Block                | 23 gennaio 1981   | 14 febbraio 1986 |
|              | Segretario dell'Agricoltura                   | Richard E. Lyng                              | 7 marzo 1986                      | 20 gennaio 1989   |                  |
|              | Segretario al Commercio                       |                                              | Howard M. Baldrige Jr.            | 20 gennaio 1981   | 25 luglio 1987   |
|              | Segretario al Commercio                       | Clarence J. Brown Jr. (facente funzioni)     | 25 luglio 1987                    | 19 ottobre 1987   |                  |
|              | Segretario al Commercio                       | William Verity Jr.                           | 19 ottobre 1987                   | 30 gennaio 1989   |                  |
|              | Segretario del Lavoro                         |                                              | Raymond J. Donovan                | 4 febbraio 1981   | 15 marzo 1985    |
|              | Segretario del Lavoro                         | William E. Brock                             | 29 aprile 1985                    | 31 ottobre 1987   |                  |
|              | Segretario del Lavoro                         | Ann Dore McLaughlin                          | 17 dicembre 1987                  | 20 gennaio 1989   |                  |
|              | Segretario della Salute e dei Servizi Umani   |                                              | Richard S. Schweiker              | 22 gennaio 1981   | 3 febbraio 1983  |
|              | Segretario della Salute e dei Servizi Umani   | Margaret Heckler                             | 9 marzo 1983                      | 13 dicembre 1985  |                  |
|              | Segretario della Salute e dei Servizi Umani   | Otis R. Bowen                                | 13 dicembre 1985                  | 20 gennaio 1989   |                  |
|              | Segretario dell'Istruzione                    |                                              | Terrel Bell                       | 22 gennaio 1981   | 20 gennaio 1985  |
|              | Segretario dell'Istruzione                    | William J. Bennett                           | 6 febbraio 1985                   | 20 settembre 1988 |                  |
|              | Segretario dell'Istruzione                    | Lauro Cavazos                                | 20 settembre 1988                 | 20 gennaio 1989   |                  |
|              | Segretario della Casa e dello Sviluppo Urbano |                                              | Samuel R. Pierce, Jr.             | 23 gennaio 1981   | 20 gennaio 1989  |
|              | Segretario dei Trasporti                      |                                              | Drew Lewis                        | 23 gennaio 1981   | 1 febbraio 1983  |
|              | Segretario dei Trasporti                      | Elizabeth Hanford Dole                       | 7 febbraio 1983                   | 30 settembre 1987 |                  |
|              | Segretario dei Trasporti                      | James H. Burnley IV                          | 3 dicembre 1987                   | 20 gennaio 1989   |                  |
|              | Segretario dell'Energia                       |                                              | James B. Edwards                  | 23 gennaio 1981   | 5 novembre 1982  |
|              | Segretario dell'Energia                       | Donald Paul Hodel                            | 5 novembre 1982                   | 7 febbraio 1985   |                  |
|              | Segretario dell'Energia                       | John S. Herrington                           | 7 febbraio 1985                   | 20 gennaio 1989   |                  |
|              | Capo di Gabinetto                             |                                              | James Baker                       | 20 gennaio 1981   | 4 febbraio 1985  |
|              | Capo di Gabinetto                             | Donald Regan                                 | 4 febbraio 1985                   | 27 febbraio 1987  |                  |
|              | Capo di Gabinetto                             | Howard Baker                                 | 27 febbraio 1987                  | 1 luglio 1988     |                  |
|              | Capo di Gabinetto                             | Kenneth Duberstein                           | 1 luglio 1988                     | 20 gennaio 1989   |                  |
|              | Amministratore dell'EPA                       |                                              | Steve Jellinek (facente funzioni) | 21 gennaio 1981   | 25 gennaio 1981  |
|              | Amministratore dell'EPA                       | Walter Barber (facente funzioni)             | 25 gennaio 1981                   | 19 maggio 1981    |                  |
|              | Amministratore dell'EPA                       | Anne M. Burford                              | 20 maggio 1981                    | 9 marzo 1983      |                  |
|              | Amministratore dell'EPA                       | William D. Ruckelshaus                       | 18 maggio 1983                    | 4 gennaio 1985    |                  |
|              | Amministratore dell'EPA                       | Lee M. Thomas                                | 8 febbraio 1985                   | 20 gennaio 1989   |                  |
|              | Amministratore dell'OMB                       |                                              | David A. Stockman                 | 21 gennaio 1981   | 1 agosto 1985    |
|              | Amministratore dell'OMB                       | James C. Miller III                          | 8 ottobre 1985                    | 15 ottobre 1988   |                  |
|              | Amministratore dell'OMB                       | Joseph R. Wright Jr.                         | 16 ottobre 1988                   | 20 gennaio 1989   |                  |
|              | Rappresentante per il Commercio               |                                              | William E. Brock III              | 23 gennaio 1981   | 29 aprile 1985   |
|              | Rappresentante per il Commercio               | Clayton K. Yeutter                           | 1 luglio 1985                     | 20 gennaio 1989   |                  |
|              | Ambasciatore presso le Nazioni Unite          |                                              | Jeane Kirkpatrick                 | 4 febbraio 1981   | 1 aprile 1985    |
|              | Ambasciatore presso le Nazioni Unite          | Vernon A. Walters                            | 22 maggio 1985                    | 15 marzo 1989     |                  |

## Nomine giuridiche

### Nomine alla Corte Suprema
Reagan nominò i seguenti giudici alla Corte Suprema degli Stati Uniti:
- Sandra Day O'Connor – Prima donna a far parte della Corte Suprema, la O'Connor servì come giudice dal 1981 al 2006 e viene generalmente considerata come una conservatrice[3]